# Възнесение Господне (Кален)
„Възнесение Господне/Христово“ или „Свети Спас“ (на македонска литературна норма: „Вознесение Господне/Христово“, „Свети Спас“) е православна късновъзрожденска църква в прилепското село Кален, Северна Македония. Църквата е под управлението на Преспанско-Пелагонийската епархия на Македонската православна църква.
Ктиторският надпис дава дата на изграждане на храма 1890. Според запазения зографски надпис храмът е изписан в 1891 година от представителите на Дебърската художествена школа, гарчаните братя Димитър и Георги Доневи.
- Стенописи
- „Света Богородица Ширшая небес“
- Детайл от Страшния съд
- „Успение Богородично“ с ктиторския надпис
- Зографският надпис
- Ктиторският надпис